# Glycosmis angustifolia
Glycosmis angustifolia là một loài thực vật có hoa trong họ Cửu lý hương. Loài này được Lindl. ex Wight & Arn. mô tả khoa học đầu tiên năm 1834.